# Singularity University
Singularity Education Group, anche conosciuta come Singularity Group, Singularity University o SingularityU, è un'organizzazione a scopo di lucro, non autorizzata a rilasciare titoli di studio, fondata nel 2008 dall'ingegnere Peter Diamandis e dall'inventore Ray Kurzweil per offrire corsi basati sulle teorie della "tecnologia esponenziale" e della "singolarità tecnologica" elaborate da quest'ultimo, e svolgere funzioni di incubatore aziendale.
Sin dalla fondazione, l'organizzazione ha fronteggiato accuse e processi per violenza sessuale, appropriazione indebita e discriminazione.

## Origine del nome
Sebbene la Singularity University contenga la parola università all'interno del proprio nome, essa non è un'università, né dispone di autorizzazioni per rilasciare titoli di studio di alcun genere. Il termine "università", quindi, va considerato sensu lato, ovvero sta a indicare un istituto privato che eroga corsi e organizza attività previste dalla missione aziendale, che è quella di "educare, ispirare e aiutare i leader ad applicare le tecnologie esponenziali per affrontare le grandi sfide dell'umanità" ("Our mission is to educate, inspire, and empower leaders to apply exponential technologies to address humanity's grand challenges.") Il termine "singularity" si riferisce al concetto di singolarità tecnologica elaborato dalla futurologia, ovvero la teoria secondo cui il progresso tecnologico accelera oltre la capacità di comprendere e prevedere degli esseri umani.

## Passaggio da ente non-profit a ente for-profit
Al momento della nascita, l'organizzazione era un ente no profit. Tuttavia, a partire dal 2012 ha abbandonato questo status giuridico, per perseguire fini di lucro sotto forma di benefit corporation, cioè di azienda che intende massimizzare l'impatto positivo verso la società e l'ambiente.

## Corsi e costi
Sin dalla fondazione, la Singularity University ha offerto ogni anno un programma estivo della durata di circa dieci settimane. I suoi membri di facoltà includono Ramez Naam, Sylvia Earle, Jim Stolze e David Orban. Ad esso si aggiungono conferenze, seminari e iniziative per l'incubazione di startup. Nel 2017, il costo del corso settimanale si aggira sui 14.000 dollari e si svolge presso un edificio del NASA Research Park nella zona di San Jose in California.

## Controversie
A seguito di un'inchiesta sulla Singularity University da parte di Bloomberg Businessweek, in cui si parlava di molestie sessuali da parte di un docente, furti, truffe, discriminazioni nei confronti di disabili e discriminazioni sessuali, alcuni membri fondatori dell'organizzazione sono stati condannati in via definitiva.
Altre polemiche sono scaturite dalla vendita di finte cure anti-Covid nel corso di raduni organizzati durante il lockdown con biglietto d'ingresso del costo di 30.000 dollari.